# 威廉森河
威廉森河（英語：Williamson River）是一條位於美國俄勒岡州中南部內的河流，長約100英里（160）。河流流域位於喀斯喀特山脈東部，流域面積約為3,000平方英里（7,800平方）。威廉森河及其主要支流斯普拉格河為該州最大的淡水湖上克拉瑪斯湖提供了一半以上的流入量。湖泊的排水口為林克河，河水之後會流往伊瓦納湖和克拉瑪斯河。

## 流向及流域
威廉森河發源自克拉馬斯縣弗里蒙特-維納瑪國家森林富埃戈山（Fuego Mountain）北部的水泉，距離克拉馬斯瀑布東北約40英里（64公里）。河水先以大弧形往北流經富埃戈山，然後改往西方流，再改往西南方流經克拉馬斯沼澤（Klamath Marsh）及克拉馬斯沼澤國家野生動物保護區。在野生動物保護區內，河水會繼續往西南方流，走向大致與97號美國國道平行，並在距離奇洛昆以北約5英里（8公里）外的高力紀念州立公園與春溪（Spring Creek）合流。在奇洛昆，河流會與其主要支流斯普拉格河合流，然後流入鄰近莫多克角的上克拉瑪斯湖北端。
盆地中的降水位於喀斯喀特山脈的雨影區內，沿著威廉森河及斯普拉格河的匯合處的平均降雨量為每年23英寸（580毫米），而沿著斯普拉格河的平均降雨量為每年20英寸（510毫米）。

## 歷史
哈德遜灣公司的代表們是最早抵達奇洛昆一帶的白人，他們早於1823年的秋天便抵達了威廉森河及斯普拉格河的匯合處。他們沿哥倫比亞河往南前進，以搜尋毛皮狩獵的地點。而在同年的較後時間，身為哈德遜灣公司在蛇河縣的首席交易員的彼得·斯基恩·奧格登亦來到威廉森河地區，與當地的印第安人進行貿易，並在高力紀念州立公園現址附近紮營。另外，在1835年時亦有一群法裔加拿大人在威廉森河河口紮營並狩獵毛皮。
1917年，為了把河水引流至莫多克角，政府在威廉森河及斯普拉格河的匯合處約1英里（1.6）外修建了奇洛昆水壩（Chiloquin Dam）。
自2003年開始，美國自然保育協會與其他組織一直致力恢復上克拉瑪斯湖北部的威廉森河三角洲約12平方英里（31平方公里）的濕地。該三角洲以前佈滿堤防及農業用的排水設施，現時則成為了數百萬的遷徙鳥類、許多本地魚類、軟體動物以及水生植物的棲息地。

## 休閒
威廉森河以有著大量野生的大盆地紅斑鱒魚而聞名。當河流水溫變暖時，它們會進入河中產卵並離開上克拉馬斯湖。三歲大的鱒魚通常可達20英寸（51厘米）或更長。威廉森河亦有少量的褐鱒，特別是在春溪內，而其他體型較小的虹鱒和溪鱒則主要生活在克拉瑪斯沼澤上方的河中。此外，發光亞口魚亦是另一種居於威廉森河的魚類，但因法律規限，持有或捕獲這種魚都是違法的。

## 文獻引用
- LaLande, Jeffrey M. . US Forest Service. 1980. ASIN B0006E76VQ （英语）.
- Sheehan, Madelynne Diness.  10th. Scappoose, Oregon: Flying Pencil Publications. 2005. ISBN 0-916473-15-5 （英语）.